# Злив

Зони осадження пульпи в згущувачах. А –зона проясненої рідини; В — зона вихідної пульпи; С — зона згущення

Злив (англ. discharge, overflow; нім. Überlauf m, Abfluß m, Ablauf m, Auslauf m) — частина пульпи в якій вміст твердої фази нижчий, ніж у вихідному живленні. Відокремлюється від пульпи, грубодисперсної суспензії при зневодненні, класифікації, промивці (в згущувачах, класифікаторах, гідроциклонах, відстійниках, промивних апаратах і т.і.). Наприклад, злив згущувача.